# Randowtal
Randowtal è un comune di 896 abitanti del Brandeburgo, in Germania.

Appartiene al circondario dell'Uckermark e fa parte della comunità amministrativa di Gramzow.
Non esiste alcun centro abitato denominato «Randowtal»; si tratta pertanto di un comune sparso.

## Storia
Il comune di Randowtal venne creato il 31 dicembre 2001 dalla fusione dei comuni di Eickstedt, Schmölln e Ziemkendorf.

## Geografia antropica
Il territorio comunale è suddiviso nelle frazioni (Ortsteil) di Eickstedt, Schmölln e Ziemkendorf.